# South African Broadcasting Corporation
South African Broadcasting Corporation Ltd. è una società pubblica sudafricana che amministra la radiotelevisione statale del Sudafrica. Gestisce 19 emittenti radiofoniche in AM e FM e sei emittenti televisive ed è una delle maggiori società pubbliche del paese.

## Storia
La SABC è nata nel 1936.
Nel 1971 alla SABC è stato consentito di introdurre un servizio televisivo. Inizialmente, la proposta era di due canali televisivi, uno in inglese e afrikaans, volto a un pubblico di bianchi, e un altro, noto come TV Bantu, volti a spettatori neri. Ma quando la televisione è stata introdotta, c'era un solo canale. 
In comune con la maggior parte dell'Europa occidentale, il Sud Africa usato il PAL per il sistema di televisione a colori. Il Governo, consigliato da alcuni tecnici della SABC, ha ritenuto che la televisione a colori dovrebbe essere disponibile in modo da evitare una costosa transizione dalla televisione bianco e nero alla tecnologia a colori.
Inizialmente, il servizio di TV è stata finanziata interamente attraverso un canone come in Gran Bretagna, ma la pubblicità è iniziata nel 1978.
Nel 1981, è stato introdotto un secondo canale, per la trasmissione in lingue africane, come Zulu, Xhosa, Sotho e Tswana. Il canale principale, che allora si chiamava TV1, è stato diviso equamente tra inglese e afrikaans. I sottotitoli in TV erano quasi inesistenti, partendo dal presupposto che la gente non aveva voglia di guardare i programmi in lingue che non parlavano.
Nel 1986, il monopolio della SABC è stata contestato dal lancio di un servizio su abbonamento conosciuto come M-Net, sostenuto da un consorzio di editori di giornali. Tuttavia, nell'ambito delle sue restrizioni di licenza, non poteva trasmettere programmi di notizie, che erano ancora appannaggio della SABC, anche se M-Net ha iniziato a trasmettere un programma di attualità "Carte Blanche" nel 1988. La SABC è stata accusata di parzialità nei confronti del regime dell'apartheid, dando solo una copertura limitata ai politici dell'opposizione.

## Televisione

### Canali televisivi
- SABC 1, trasmette in inglese e in nguni;
- SABC 2, trasmette in sotho, tswana, inglese, afrikaans, tsonga, venda;
- SABC 3, trasmette in inglese e afrikaans;
- SABC News, canale all - news, trasmette programmi in tutte le lingue del Paese;
- SABC Encore.